# 仙台市交通局モハ300形電車
仙台市交通局モハ300形電車（せんだいしこうつうきょくモハ300がたでんしゃ）は、かつて仙台市（仙台市交通局）が運営していた路面電車・仙台市電で使用されていた電車。旧型電車を改造した連接車であった。この項目では、計画のみに終わったモハ350形も併せて解説する。

## 概要・運用
1950年代の仙台市交通局は仙台市電へ多数の大型ボギー車を導入し、従来の小型2軸車の置き換えを進めていた。その中で、仙台市電が開通した1926年から1928年まで30両が製造されたモハ1形の車体や一部機器を利用する形で製造されたのが、仙台市電初にして唯一の連接車となった300形である。工事は東洋工機によって行われ、書類上は「新造車両」扱いであった。
車体は1形の車体を改造の上で使用したため木製車体であった一方、台車は住友金属工業製の新造品であるFS72（動力台車）とFS72A（付随台車、連接台車）が用いられた。これは鋼製車体への更新を念頭に置いていたためであったが、後述の通り実現する事は無かった。集電装置には菱形パンタグラフが用いられた。車内はロングシートが設置され、照明は種車である1形の白熱灯から蛍光灯に変更された。
1955年に2両（301・302）が製造され、高い収容力を活かし、主にラッシュ時や多客時の運用に用いられた。製造当時は乗降扉が片側2箇所設置されていたが、乗客の乗降に時間がかかる事が指摘され、1958年に自局工場で片側3箇所に改造された。だが、日中など前述の時間帯以外では利用客数に対して収容力が過剰となる事から実際の運用は限定的なものとなった。更に1964年6月に起きた1形と貸切バスとの衝突による死傷事故によって木造車全廃の声が高まった結果、300形も短期間の使用のみで営業運転から離脱し、休車状態となった。この時点では今後も使用する事が検討されていたものの、復帰する事なく2両とも1966年に廃車・解体された。

## モハ350形
仙台市交通局では1形に加えて半鋼製2軸車のモハ30形についても同様の改造を実施し、中間に全長3,100 mmの小型フローティング車体を挟んだ3車体連接車（駕籠かき型連接車）の350形として運用する計画を立てていたが、諸事情により実現する事は無かった。主要諸元を以下に記す。
| 形式名 | 編成        | 全長     | 車体長   | 車体長   | 固定軸距 | 定員  | 備考                          |
| 形式名 | 編成        | 全長     | 前後車体 | 中間車体 | 固定軸距 | 定員  | 備考                          |
| ------ | ----------- | -------- | -------- | -------- | -------- | ----- | ----------------------------- |
| 350形  | 3車体連接車 | 19,150mm | 7,350mm  | 3,100mm  | 2,130mm  | 125人 | モハ30形2両から改造予定だった |